# Kinga Dékány
Kinga Dékány es una deportista húngara que compitió en piragüismo en la modalidad de aguas tranquilas. Ganó nueve medallas en el Campeonato Mundial de Piragüismo entre los años 1997 y 2003, y cinco medallas en el Campeonato Europeo de Piragüismo entre los años 1997 y 2004.

## Palmarés internacional
| Campeonato Mundial | Campeonato Mundial           | Campeonato Mundial | Campeonato Mundial |
| Año                | Lugar                        | Medalla            | Evento             |
| ------------------ | ---------------------------- | ------------------ | ------------------ |
| 1997               | Dartmouth (Canadá)           | Medalla de plata   | K4 500 m           |
| 1998               | Szeged (Hungría)             | Medalla de plata   | K2 200 m           |
| 1998               | Szeged (Hungría)             | Medalla de bronce  | K2 500 m           |
| 1998               | Szeged (Hungría)             | Medalla de oro     | K4 200 m           |
| 1998               | Szeged (Hungría)             | Medalla de plata   | K4 500 m           |
| 2001               | Poznań (Polonia)             | Medalla de bronce  | K2 200 m           |
| 2001               | Poznań (Polonia)             | Medalla de oro     | K4 200 m           |
| 2001               | Poznań (Polonia)             | Medalla de oro     | K4 1000 m          |
| 2003               | Gainesville (Estados Unidos) | Medalla de oro     | K4 1000 m          |
| Campeonato Europeo |                              |                    |                    |
| Año                | Lugar                        | Medalla            | Evento             |
| 1997               | Plovdiv (Bulgaria)           | Medalla de plata   | K4 500 m           |
| 2001               | Milán (Italia)               | Medalla de plata   | K2 200 m           |
| 2001               | Milán (Italia)               | Medalla de oro     | K4 200 m           |
| 2001               | Milán (Italia)               | Medalla de bronce  | K4 1000 m          |
| 2004               | Poznań (Polonia)             | Medalla de bronce  | K4 1000 m          |